# Skoki do wody na Igrzyskach Azjatyckich 2010
Zmagania w konkurencji skoków do wody na Igrzyskach Azjatyckich 2010 odbyły się w dniach 22-26 listopada w Kantonie. Miejscem zmagań zawodników i zawodniczek było Aoti Aquatics Centre.

## Program
|  | Eliminacje |  | Finały |

| Konkurencja                             | Konkurencja | 22.11 | 23.11 | 24.11 | 25.11 | 26.11 |
| --------------------------------------- | ----------- | ----- | ----- | ----- | ----- | ----- |
| Trampolina 1 m mężczyźni                |             |       |       |       |       |       |
| Trampolina 1 m kobiety                  |             |       |       |       |       |       |
| Trampolina 3 m mężczyźni                |             |       |       |       |       |       |
| Trampolina 3 m kobiety                  |             |       |       |       |       |       |
| Platforma 10 m mężczyźni                |             |       |       |       |       |       |
| Platforma 10 m kobiety                  |             |       |       |       |       |       |
| Trampolina 3 m mężczyźni synchronicznie |             |       |       |       |       |       |
| Trampolina 3 m kobiety synchronicznie   |             |       |       |       |       |       |
| Platforma 10 m mężczyźni synchronicznie |             |       |       |       |       |       |
| Platforma 10 m kobiety synchronicznie   |             |       |       |       |       |       |

## Medaliści
| Konkurencja:                  | 1. miejsce              | 2. miejsce                        | 3. miejsce                 |
| Trampolina 1 m                | He Min                  | Qin Kai                           | Yeoh Ken Nee               |
| Trampolina 3 m                | He Chong                | Luo Yutong                        | Yeoh Ken Nee               |
| Platforma 10 m                | Cao Yuan                | Huo Liang                         | Bryan Nickson Lomas        |
| Trampolina 3 m synchronicznie | Luo Yutong Qin Kai      | Bryan Nickson Lomas Yeoh Ken Nee  | Park Ji-ho Son Seong-chel  |
| Platforma 10 m synchronicznie | Yang Liguang Zhou Lüxin | Bryan Nickson Lomas Ooi Tze Liang | Kim Chon-man So Myong-hyok |

| Konkurencja:                  | 1. miejsce           | 2. miejsce                     | 3. miejsce                    |
| Trampolina 1 m                | Wu Minxia            | Zheng Shuangxue                | Cheong Jun Hoong              |
| Trampolina 3 m                | He Zi                | Shi Tingmao                    | Choi Sut Ian                  |
| Platforma 10 m                | Hu Yadan             | Wang Hao                       | Pandelela Rinong              |
| Trampolina 3 m synchronicznie | Shi Tingmao Wang Han | Leong Mun Yee Ng Yan Yee       | Mai Nakagawa Sayaka Shibusawa |
| Platforma 10 m synchronicznie | Chen Ruolin Wang Hao | Leong Mun Yee Pandelela Rinong | Choe Kum-hui Kim Un-hyang     |

## Klasyfikacja medalowa
| Klasyfikacja medalowa | Klasyfikacja medalowa | Klasyfikacja medalowa | Klasyfikacja medalowa | Klasyfikacja medalowa | Klasyfikacja medalowa |
| --------------------- | --------------------- | --------------------- | --------------------- | --------------------- | --------------------- |
| Miejsce               | Reprezentacja         | Złoto                 | Srebro                | Brąz                  | Razem                 |
| 1.                    | Chiny                 | 10                    | 6                     | -                     | 16                    |
| 2.                    | Malezja               | -                     | 4                     | 5                     | 9                     |
| 3.                    | Korea Północna        | -                     | -                     | 2                     | 2                     |
| 4.                    | Japonia               | -                     | -                     | 1                     | 1                     |
| 4.                    | Makau                 | -                     | -                     | 1                     | 1                     |
| 4.                    | Korea Południowa      | -                     | -                     | 1                     | 1                     |